# Sezione alpina

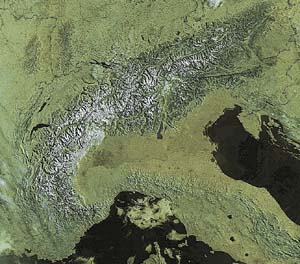
Le Alpi viste dallo spazio.

Una sezione alpina è la suddivisione più tipica della catena delle Alpi.
Sono soprattutto la Partizione delle Alpi e la SOIUSA a far uso del concetto di sezione alpina nella loro classificazione, anche se con diverse varianti. Altre classificazioni, come ad esempio l'AVE, si servono del concetto di gruppo montuoso con limiti geografici più ristretti.

## Partizione delle Alpi

Le 26 sezioni della Partizione delle Alpi. La numerazione della carta non sempre corrisponde a quella originaria

La Partizione delle Alpi del 1926, oltre alla ripartizione in Alpi Occidentali, Alpi Centrali ed Alpi Orientali, individua 26 sezioni alpine:
1. Alpi Marittime
2. Alpi Cozie
3. Alpi Graie
4. Alpi di Provenza
5. Alpi del Delfinato
6. Prealpi di Provenza
7. Prealpi del Delfinato
8. Prealpi di Savoia
9. Alpi Pennine
10. Alpi Lepontine
11. Alpi Retiche
12. Alpi Bernesi
13. Alpi Glaronesi
14. Prealpi Svizzere
15. Alpi Bavaresi
16. Prealpi Lombarde
17. Alpi Noriche
18. Dolomiti
19. Alpi Carniche
20. Alpi Giulie
21. Prealpi Trivenete
22. Carso
23. Prealpi salisburghesi
24. Prealpi austriache
25. Prealpi di Stiria
26. Prealpi Caravanche - Bacher

## La SOIUSA

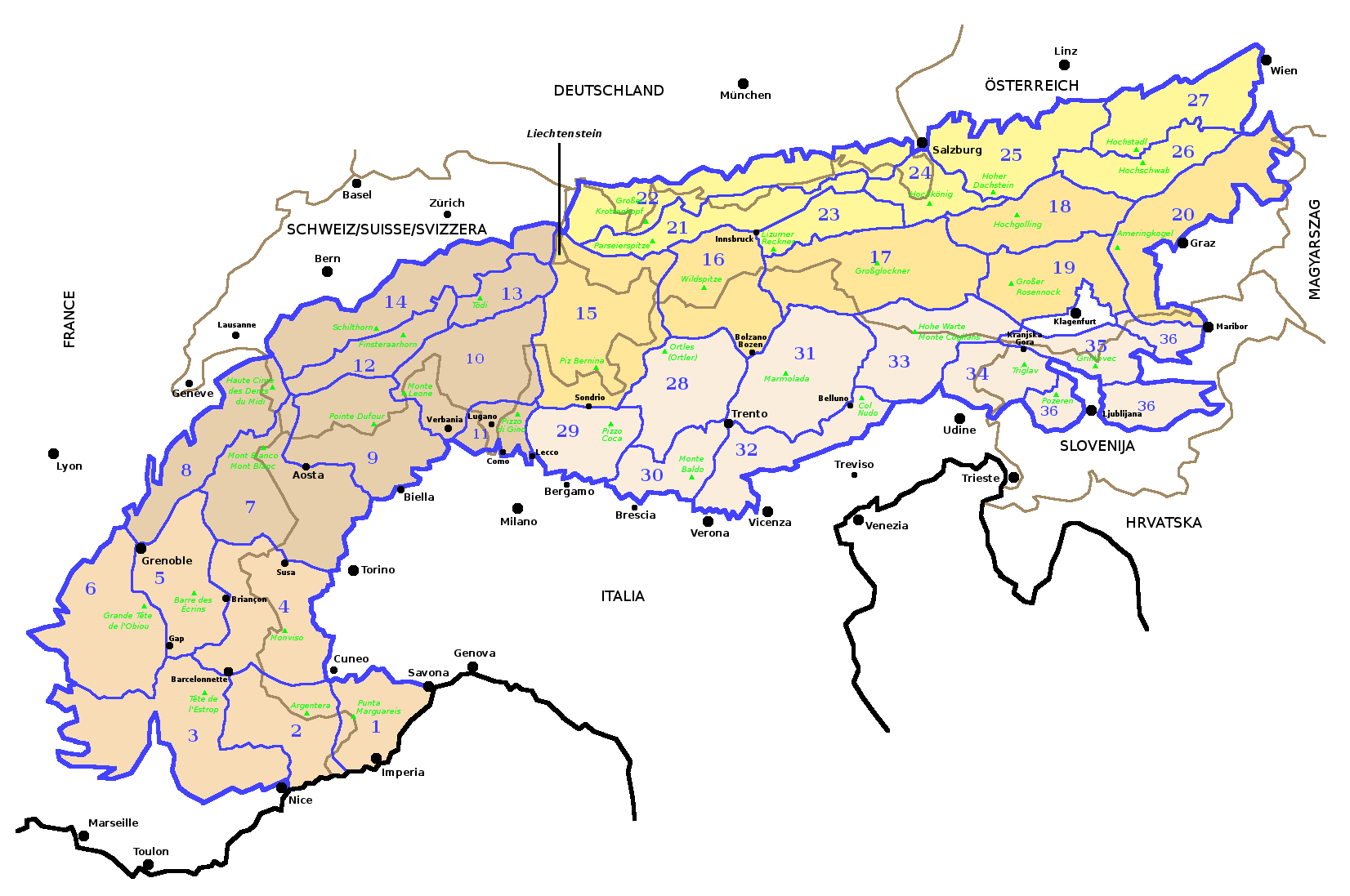
Le sezioni della SOIUSA e relativa numerazione.

La Suddivisione Orografica Internazionale Unificata del Sistema Alpino (SOIUSA) introdotta nel 2005 individua 36 sezioni alpine:
1. Alpi Liguri
2. Alpi Marittime e Prealpi di Nizza
3. Alpi e Prealpi di Provenza
4. Alpi Cozie
5. Alpi del Delfinato
6. Prealpi del Delfinato
7. Alpi Graie
8. Prealpi di Savoia
9. Alpi Pennine
10. Alpi Lepontine
11. Prealpi Luganesi
12. Alpi Bernesi
13. Alpi Glaronesi
14. Prealpi Svizzere
15. Alpi Retiche occidentali
16. Alpi Retiche orientali
17. Alpi dei Tauri occidentali
18. Alpi dei Tauri orientali
19. Alpi di Stiria e Carinzia
20. Prealpi di Stiria
21. Alpi Calcaree Nordtirolesi
22. Alpi Bavaresi
23. Alpi Scistose Tirolesi
24. Alpi Settentrionali Salisburghesi
25. Alpi del Salzkammergut e dell'Alta Austria
26. Alpi Settentrionali di Stiria
27. Alpi della Bassa Austria
28. Alpi Retiche meridionali
29. Alpi e Prealpi Bergamasche
30. Prealpi Bresciane e Gardesane
31. Dolomiti
32. Prealpi venete
33. Alpi Carniche e della Gail
34. Alpi e Prealpi Giulie
35. Alpi di Carinzia e di Slovenia
36. Prealpi Slovene

### Codice delle sezioni alpine
- Grande parte = Alpi Occidentali
- Grande settore = Alpi Nord-occidentali
- Sezione = Alpi Graie
- Sottosezione = Alpi del Monte Bianco
- Supergruppo = Massiccio del Monte Bianco
- Gruppo = Gruppo del Monte Bianco
- Sottogruppo = Monte Bianco
- Codice = I/B-7.V-B.2.b

Nella codifica della SOIUSA le sezioni sono indicate con un numero arabo progressivo da 1 a 36.
Nell'esempio riportato in fianco circa i parametri SOIUSA del Monte Bianco si noti che la sezione sono le Alpi Graie individuate dal numero 7.